# Word on a Wing
Word on a Wing är en låt skriven och framförd av David Bowie och finns med på hans album Station to Station från 1976. Senare samma år släpptes sången som B-sida till Stay.